# Kostel svatého Jana (Bad Schandau)
Kostel svatého Jana v Bad Schandau (německy St.-Johannis-Kirche Bad Schandau) je městský kostel náležející k Evangelicko-luterské církevní obci Bad Schandau. Sakrální stavbu s renesančními a barokními prvky poprvé zmiňují písemné prameny v roce 1445, kdy byla zasvěcena Panně Marii. V roce 1539 se stal kostel v rámci reformace evangelickým. Rozšíření kostela proběhlo v roce 1557, kamenná věž byla pod vedením Georga Hubelta postavena v letech 1644–1645 a kostelní loď byla rozšířena do současné velikosti v letech 1668–1671. V roce 1704 stavbu zničil rozsáhlý požár města. Požárem zničený kostel obnovil v letech 1704–1709 Balthasar Hille, věž byla následně dokončena roku 1711. V průběhu své existence jej opakovaně poničily povodně, přičemž nejvyšších stavů dosáhla voda v letech 1845 a 2002. Poslední povodeň jej zasáhla v roce 2013. Kostel je památkově chráněný.
Západnímu průčelí dominuje mohutná věž orientovaná do náměstí, ve spodní části čtyřstěnná, ve vrchní části osmistěnná. Hlavní oltář je zhotovený z pískovce a mramoru a byl původně vyroben v letech 1574–1579 pro drážďanský kostel svatého Kříže. V Bad Schandau je umístěný od roku 1927. Hlavní pole zobrazuje Poslední večeři Páně. Na vnitřní západní stěně jsou od roku 1784 umístěné povodňové značky. Pískovcovou kazatelnu z roku 1705 nese socha Mojžíše. Varhany s otevřeným prospektem z dílny bratří Jehmlichových pochází z roku 1927 a disponují 40 rejstříky ve dvou manuálech a pedálu. Dřevěné lavice nahradily po povodni v roce 2002 přenosné židle. 

## Historie

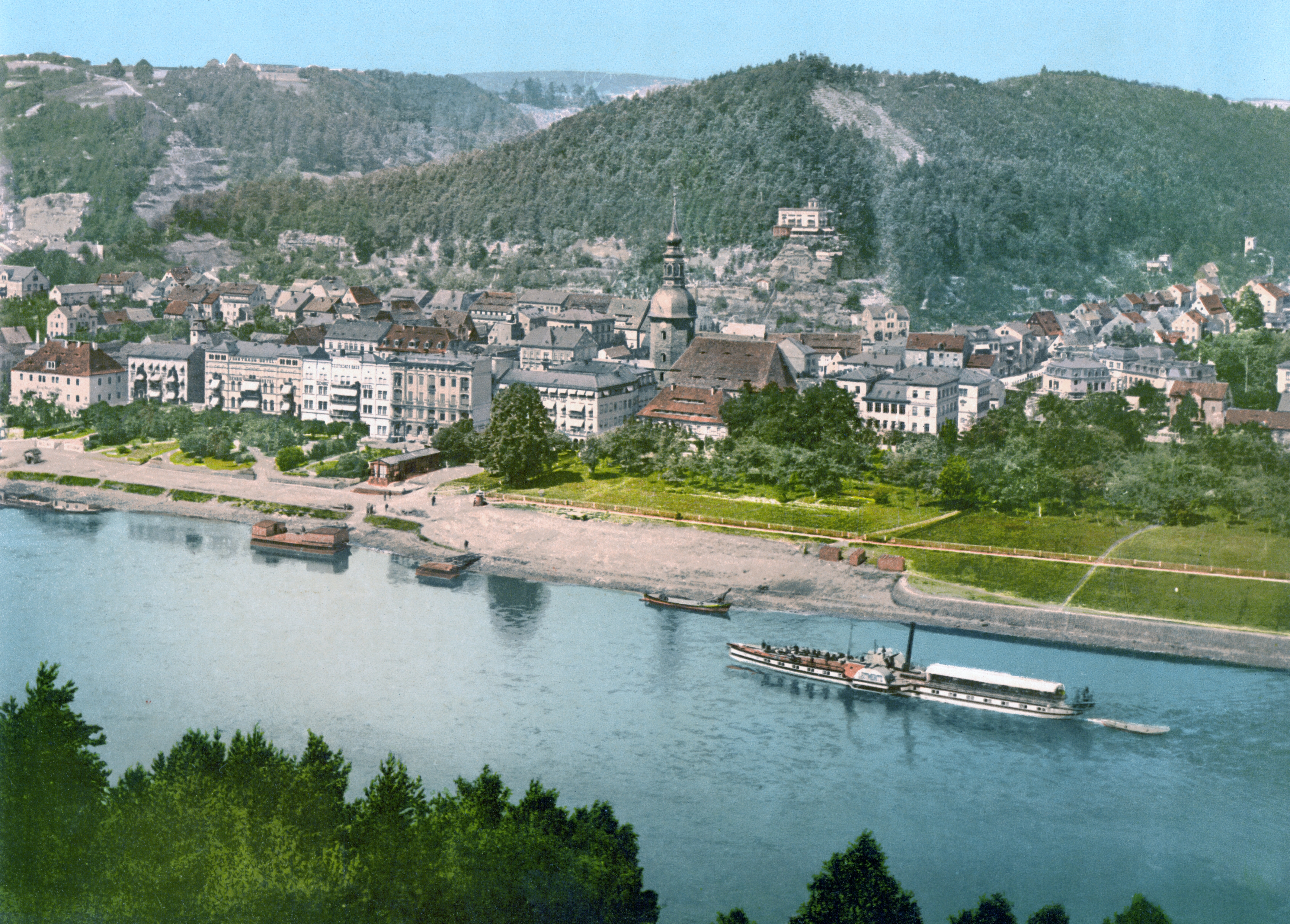
Pohled na střed města s kostelem na počátku 20. století

Nejstarší písemná zmínka o kostele v Schandau pochází z roku 1445, kdy je zmiňován kyrchlehn zu Schandaw (česky kostelík v Schandau). Byl to malý kostel (případně kaple) se zasvěcením Panně Marii, jehož patrocinium je roku 1480 písemně uváděno jako unser frauwen kirchen zu Schanda, česky kostel Naší Paní (Panny Marie) v Schandau. Kostel náležel jako filiálka ke kostelu v Lichtenhainu, spolu se kterým spadal pod arcikněžský stolec Hohnstein-Sebnitz. Od roku 1459 (s výjimkou let 1542–1545) tvořilo Schandau vlastní farnost, ke které postupně připadly také vsi Rathmannsdorf, Wendischfähre, Ostrau, Postelwitz a Schmilka. Roku 1539 byla ve městě zavedena reformace a kostel se stal evangelickým, náležejícím k pirenskému církevnímu okrsku. V roce 1557 byla malá kaple stavebně rozšířena. Svěcení kostela, označovaného v této době jako kostel Narození Panny Marie, se slavilo na svátek Narození Panny Marie (8. září).
Již roku 1570 měla být vyměněna dřevěná zvonice, kterou několikrát poškodily povodně. Sbírka pro získání financí na přestavbu proběhla až v roce 1610 a k samotné výstavbě mohutné kamenné věže došlo až v letech 1644–1645 pod vedením stavitele Georga Hubelta. Věž měla zároveň sloužit jako útočiště pro obyvatele města v době třicetileté války. Myšlenka opevněné věže pocházela od tehdejšího pastora, který pocházel ze Sedmihradska a inspiroval se tamními opevněnými kostely. Na stavbu věže získala obec částku 300 zlatých z drážďanského kostela svatého Kříže.
Po skončení třicetileté války došlo pozvolna k růstu počtu obyvatel, kvůli kterému musela být loď kostela v letech 1668–1671 rozšířena do současné velikosti. Bohoslužeb v novém kostele se v letech 1683 a 1686 účastnil i saský kurfiřt Jan Jiří III. (1647–1691), když pobýval kvůli lovu v oblasti Saského Švýcarska. Velký požár města, který vypukl 8. června 1704, zničil kromě 102 domů také kostel. Opětovné vystavění lodi kostela bylo pod vedením neustadtského stavitele Balthasara Hilleho dokončeno roku 1709 a věž v roce 1711. Jako stavební materiál pro celý kostel byl použit pískovec z postelwitzkého lomu. Slavnostní vysvěcení obnoveného kostela, označovaného již jako kostel svatého Jana (Křtitele), proběhlo 28. dubna 1709.
Exteriér kostela se od obnovy po požáru nijak zásadně nezměnil. Vnitřek výrazně poškodily velké povodně v letech 1784, 1799 a 1845, přičemž povodeň z roku 1845 byla v historii kostela nejhorší a vodní hladina sahala až k vrchu kazatelny. Škody po povodních byly opraveny v letech 1876–1877 za částku téměř 50 000 marek. Během této opravy došlo k zazdění severního portálu a instalaci dřevěného kazetového stropu, empory, lavic a vitráží. V letech 1978–1980 proběhla celková oprava věže. Poslední velkou rekonstrukcí prošel kostel po povodni v roce 2002, kdy voda sahala téměř až k podlaze empory. Při následných opravách došlo k odstranění zničených lavic. V roce 2004 byl kostel znovu vysvěcen. Další povodně kostel zasáhly v letech 2006 a 2013. Roku 2006 byl opraven krov a vyměněna střešní krytina.
Kostel svatého Jana je chráněn jako kulturní památka s číslem 09222030. Náleží k Evangelicko-luterské církevní obci Bad Schandau. Slouží k pravidelným bohoslužbám a různým kulturním akcím, zejména koncertům, celoročně je též přístupný návštěvníkům.

## Popis

### Exteriér

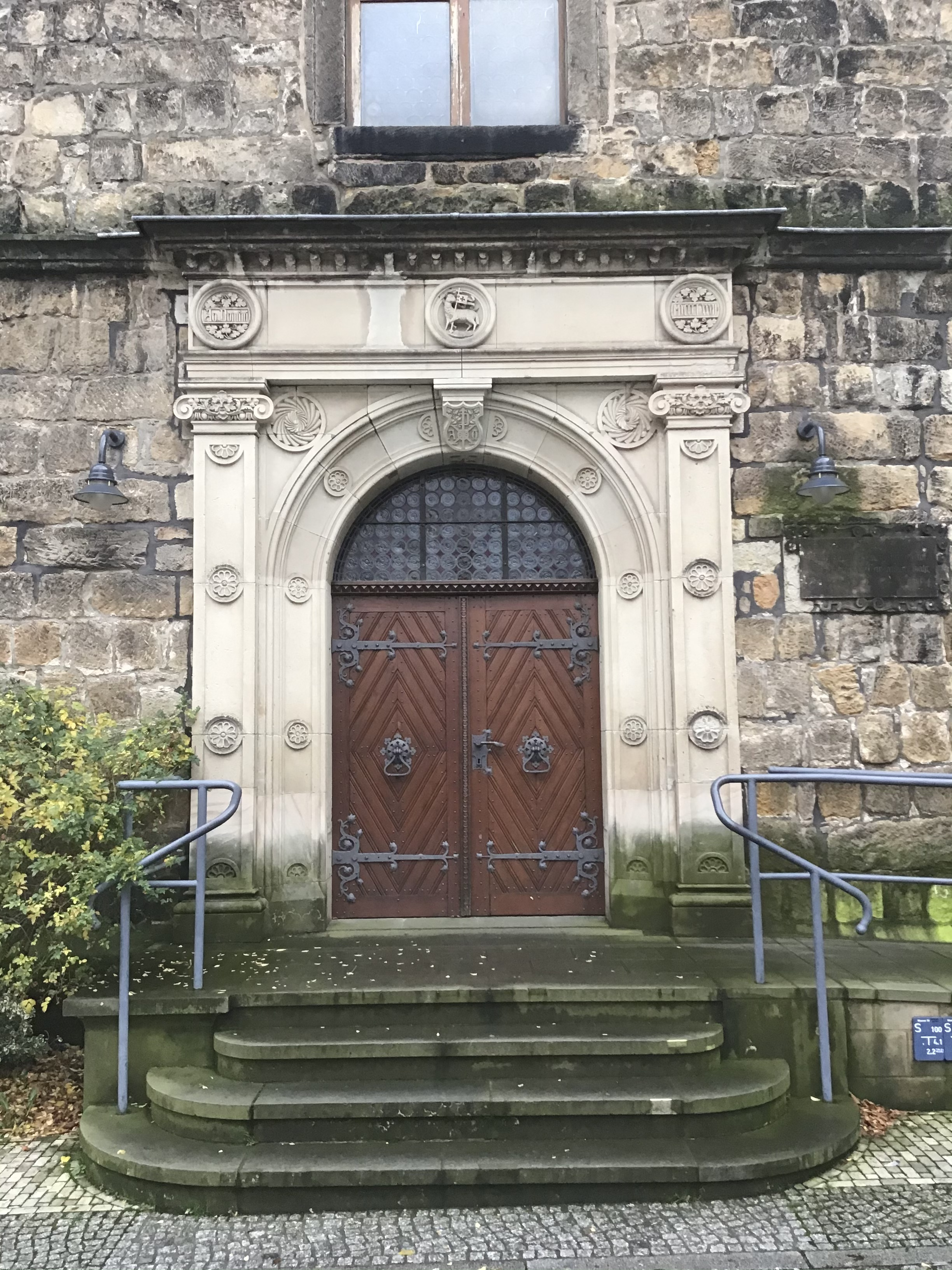
Západní portál s nápisovou deskou (vpravo)

Jednolodní orientovaný kostel je zvnějšku v základě renesanční s barokními prvky. Vnější stěny jsou neomítnuté, pískovcové, boky podepírají opěráky rovněž postavené z pískovce. Vysoká boční okna lodi a presbytáře zakončuje jednoduchý oblouk. Střechu pokrývají pálené tašky, ze kterých ve dvou řadách vystupují vikýře (rybí oka). Do kostela se vchází zdobenými portály z farské zahrady (jižní stěna) a z náměstí (západní stěna). Hlavní vchod – západní portál – nese letopočet 1877. Robustní kamenná věž v západním průčelí je ve spodní části čtyřstěnná a postupně přechází v osmistěnnou. Zakončuje ji barokní kopule s lucernou. Větrná korouhev na špici střechy věže upomíná svými letopočty na výstavbu a rekonstrukce věže. Celková výška věže dosahuje 56 metrů. Nápisová deska vedle západního portálu upomíná na výstavbu kamenné věže. Nápis zní: „Der Hülfe Gottes hat getrauet Georg Hubelt, der mich aufgebauet, von Cunnersdorf ein Maurer war, da man zählt 1645 Jahr“, v českém překladu: „Pomoci Boží důvěřoval Georg Hubelt, který mě postavil, byl zedníkem z Cunnersdorfu, to se počítal rok 1645“.

### Interiér
Loď kostela je dlážděna pískovcem, strop je dřevěný, kazetový. Dřevěné lavice, zničené při povodni v roce 2002, byly nahrazeny moderními židlemi, které se dají v případě potřeby přemístit. Na západní stěně jsou od roku 1784 zaznamenávány povodňové značky.
V presbytáři je umístěn dvoupatrový renesanční hlavní oltář z pískovce a mramoru, zdobený drahokamy. Vytvořil jej drážďanský sochař Hans Walther (1526–1586) mezi lety 1574–1579 pro drážďanský kostel svatého Kříže. Po zničení kostela během sedmileté války v roce 1760 byl oltář přestěhován do drážďanského kostela svaté Anny, kde zůstal do roku 1902. V roce 1927 se jako dar dostal do Bad Schandau. Patro oltáře nesou korintské a iónské sloupy. Hlavní pole zobrazuje Poslední večeři Páně a pod ní je vyobrazení svátku pesach. Horní patro zdobí ukřižovaný Ježíš Kristus, dva andělé s bičem a křížem a žehnající Bůh Otec, kterému z rukou vylétá holubice jako symbol Ducha svatého. Toho pak obklopují čtyři evangelisté. Římské číslice I až X znázorňují desatero božích přikázání. Na vrcholu oltáře stojí socha Ježíše Krista s praporem. Vlevo oltář doplňuje socha Jana Křtitele a vpravo apoštola Pavla. V presbytáři je rovněž umístěna pískovcová křtitelnice.
Vlevo od vchodu z farské zahrady (jižní stěna) stojí barokní kazatelna vytesaná z jednoho kusu pískovce. Roku 1705 nahradila předchozí kazatelnu zničenou při požáru. Je nesena sochou Mojžíše, který drží tabulky s desaterem. Na parapetu jsou vyobrazení Krista, čtyř evangelistů a zeměkoule. Stejně jako předchozí kazatelnu ji kostelu daroval měšťan Gottfried Conrad, jehož jméno, monogram a znak nese.
Za kazatelnou se nachází památník obětem první a druhé světové války. Před ním stojí kruh přátelství – malé sousoší, které darovala dolnosaská partnerská obec Melle-Buer u příležitosti znovuvysvěcení kostela v roce 2004. Pozdně gotická vyřezávaná socha Bolestného Ježíše Krista pochází z 15. století. Je umístěná na konzole vlevo od hlavního oltáře a zobrazuje odpočívajícího Ježíše zkropeného krví s trnovou korunou na hlavě.

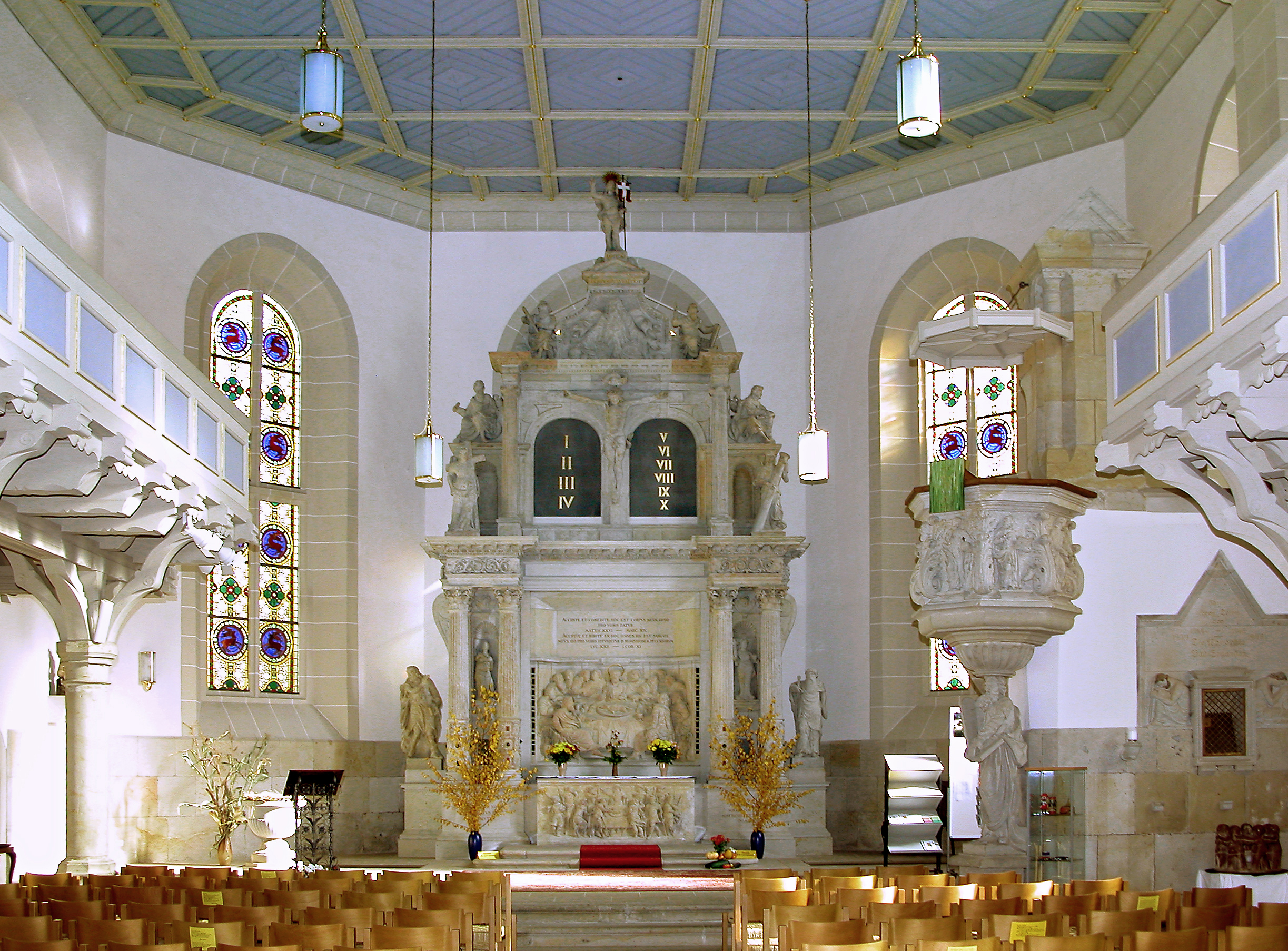
Pohled z lodi do presbytáře
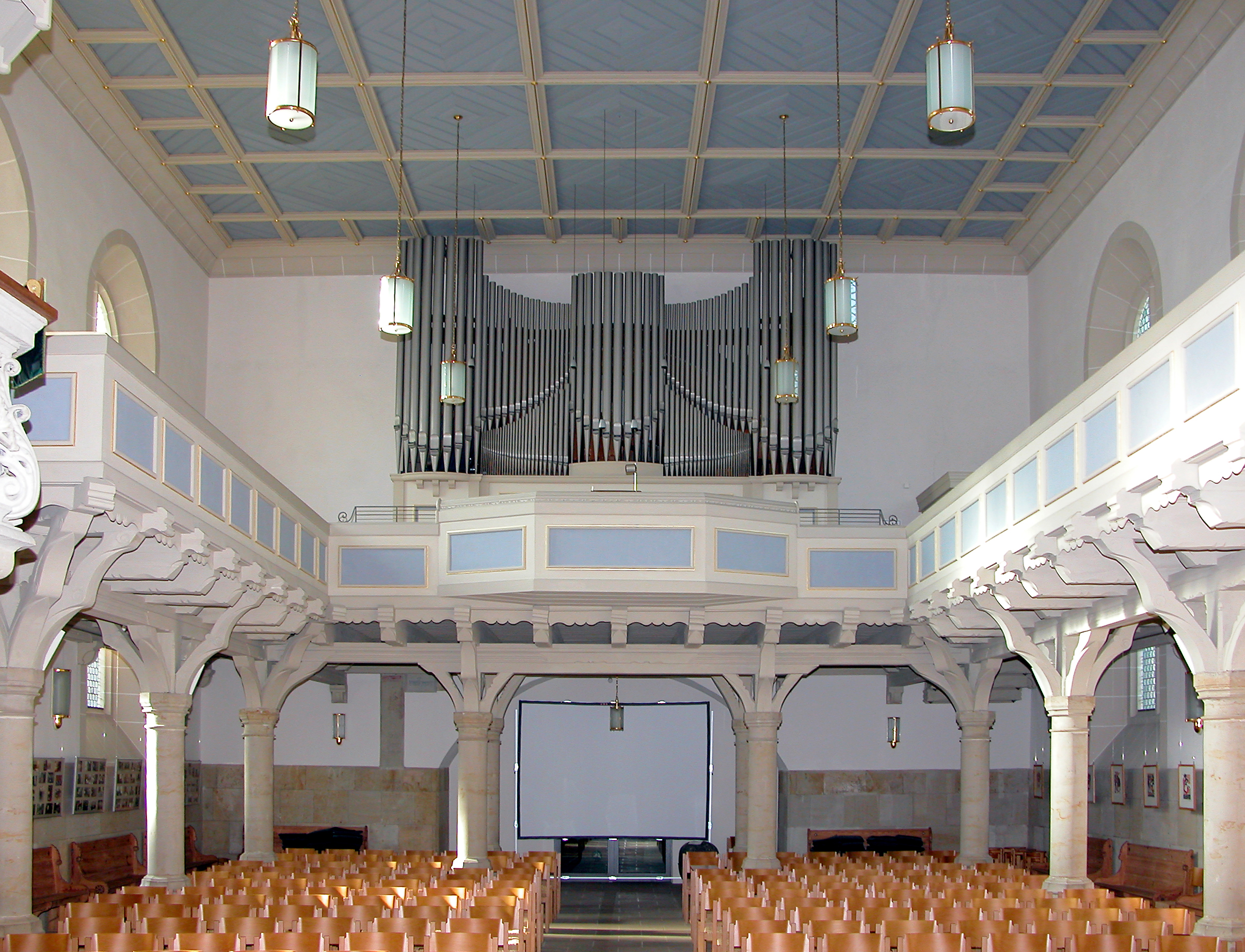
Empora s varhanami
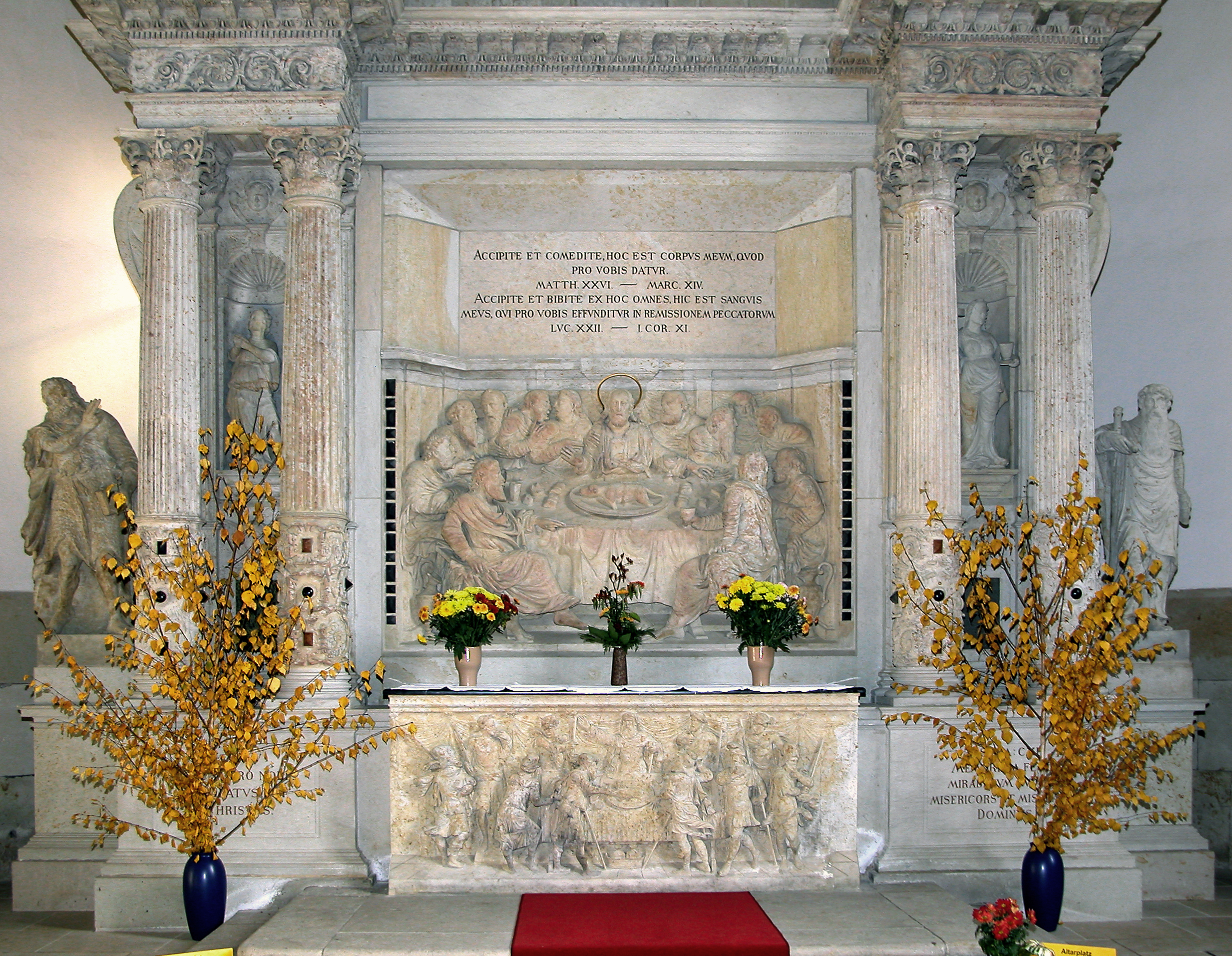
Detail spodní části oltáře
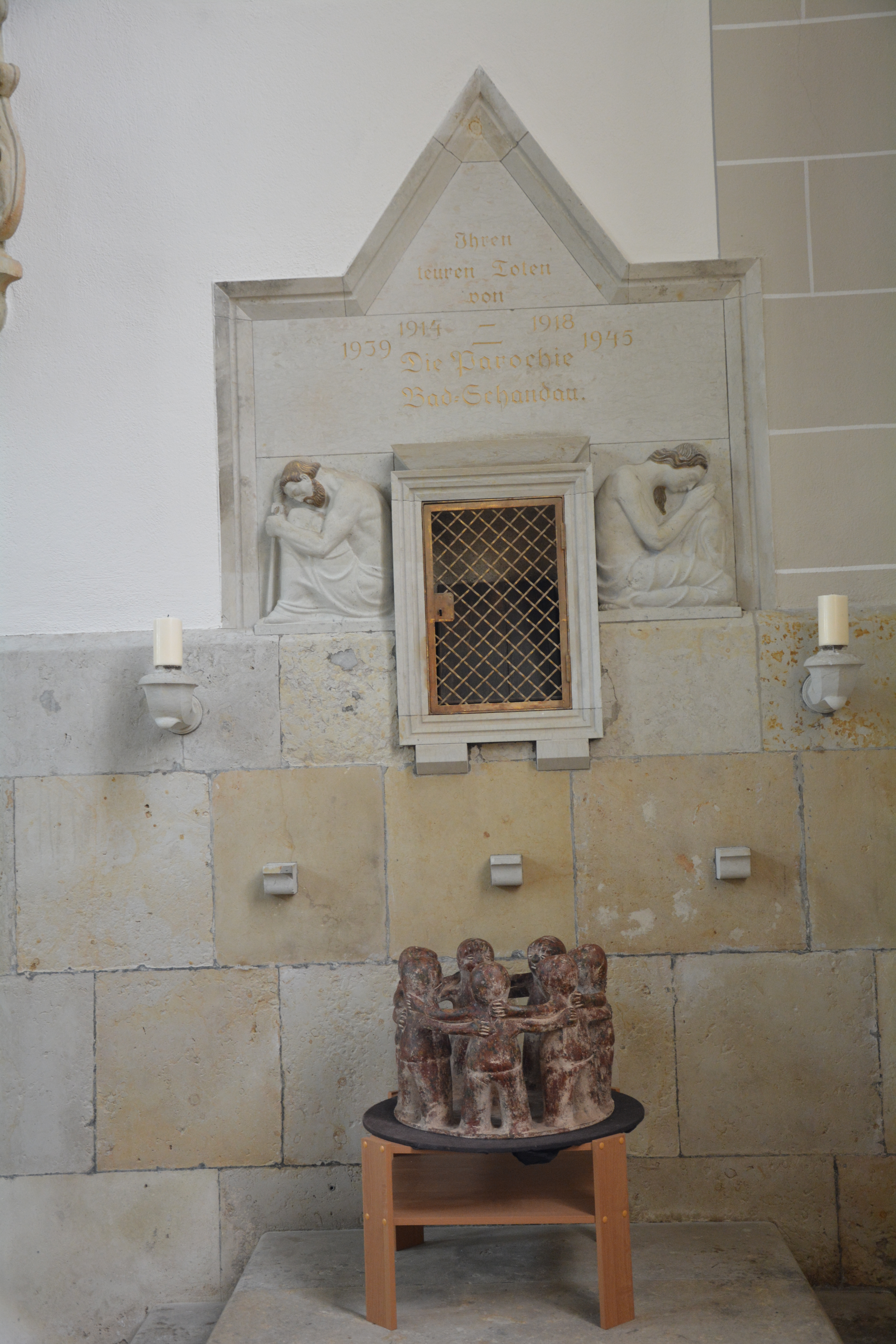
Památník válečným obětem a kruh přátelství
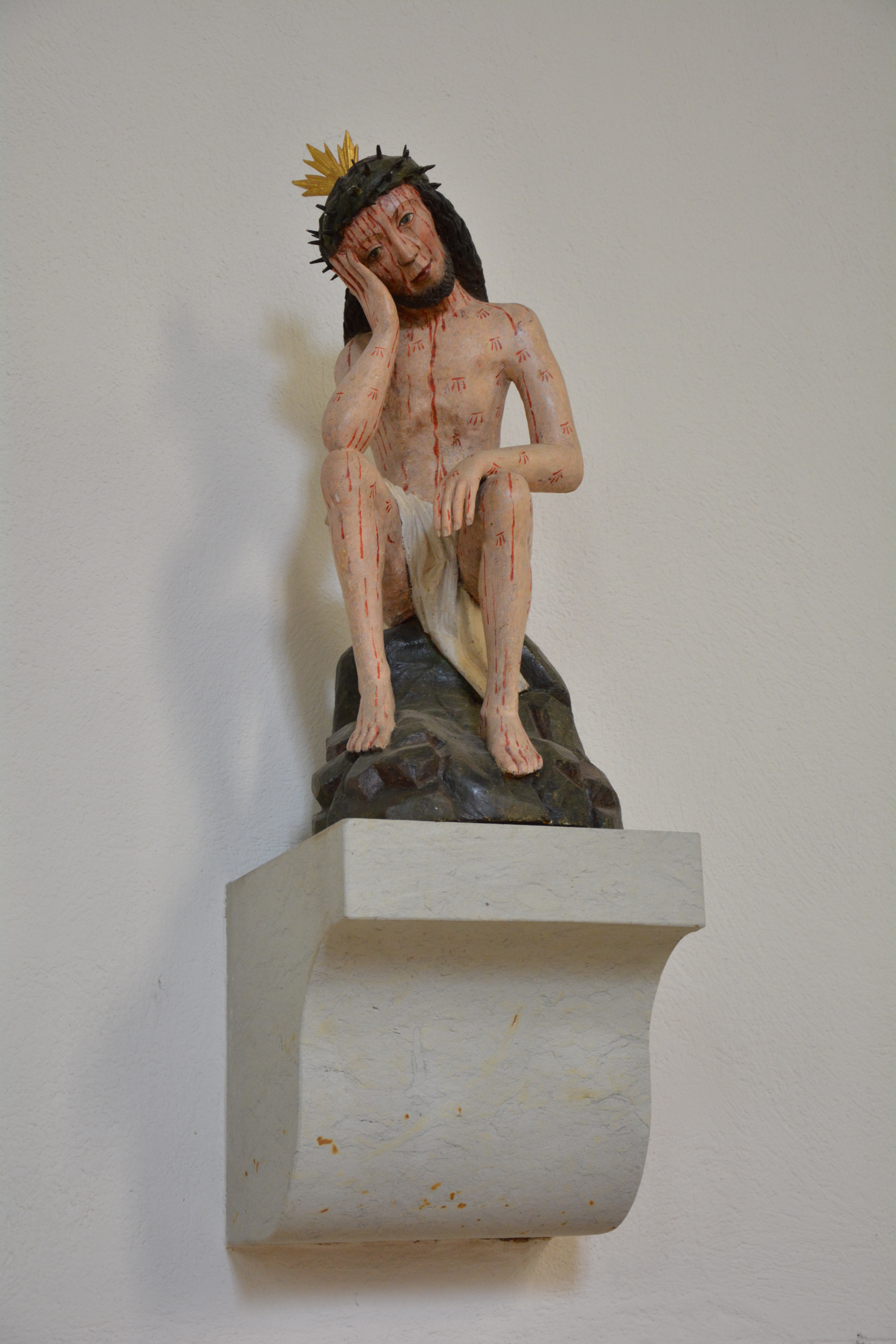
Bolestný Ježíš Kristus
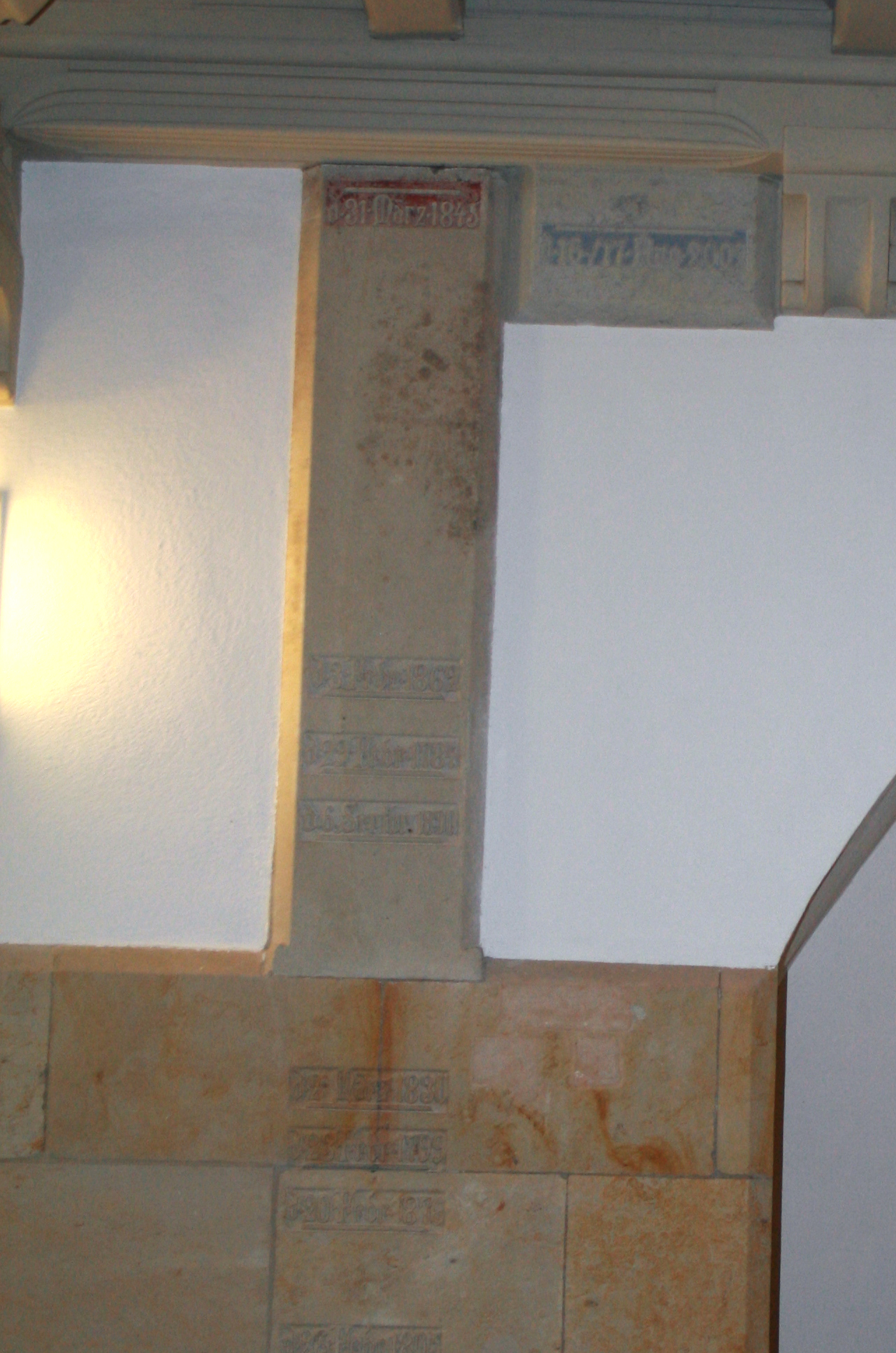
Povodňové značky

#### Varhany
První varhany získal kostel roku 1627 u příležitosti stavby nového kněžiště. Již v roce 1647 byly nahrazeny novým nástrojem v hodnotě 200 zlatých, který však shořel během požáru v roce 1704. Náhradu za shořelé varhany dodal roku 1719 žitavský varhanář Johann Gottlieb Tamitius (1691–1769) za pořizovací cenu 475 tolarů. V rámci generální opravy kostela v letech 1876–1877 byly pořízeny zcela nové varhany od budyšínské firmy Hermann Eule v hodnotě 6700 marek.
Roku 1927 je nahradily varhany z drážďanské dílny bratří Jehmlichových. Ve dvou manuálech a jednom pedálu mají čtyřicet rejstříků, disponují pneumatickou trakturou a otevřeným prospektem, umožňujícím pohled na píšťaly.
| První manuál (C–a³) |                  |        |
| 1.                  | Bourdon          | 16'    |
| 2.                  | Kryt             | 8'     |
| 3.                  | Principál        | 8'     |
| 4.                  | Roh kamzičí      | 8'     |
| 5.                  | Oktáv            | 4'     |
| 6.                  | Flétna trubicová | 4'     |
| 7.                  | Salicionál       | 4'     |
| 8.                  | Kvinta           | 2 2/3' |
| 9.                  | Oktáva           | 2'     |
| 10.                 | Tercie           | 1 3/5' |
| 11.                 | Mixtura          | 4×     |
| 12.                 | Cimbál           | 3×     |
| 13.                 | Rankett          | 16'    |
| 14.                 | Trumpeta         | 8'     |

| Druhý manuál (C–a³) |                   |              |
| 15.                 | Flétna trubcovitá | 8'           |
| 16.                 | Salicionál        | 8'           |
| 17.                 | Kvintadéna        | 16'          |
| 18.                 | Gamba             | 8'           |
| 19.                 | Principál         | 4'           |
| 20.                 | Kryt líbezný      | 4'           |
| 21.                 | Roh kamzičí       | 4'           |
| 22.                 | Nasat             | 2 2/3'       |
| 23.                 | Flétna lesní      | 2'           |
| 24.                 | Tercie            | 1 3/5'       |
| 25.                 | Septima           | 1 1/7' ab c° |
| 26.                 | Flažolet          | 1 1/3'       |
| 27.                 | Oktáva            | 1'           |
| 28.                 | Akuta             | 5×           |
| 29.                 | Roh křivý         | 8'           |
| 30.                 | Trubka polní      | 4'           |

| Pedál (C–f¹) |               |     |
| 31.          | Violinbass    | 16' |
| 32.          | Subbass       | 16' |
| 33.          | Kvintadénbass | 16' |
| 34.          | Oktávbass     | 8'  |
| 35.          | Bass krytý    | 8'  |
| 36.          | Choralbass    | 4'  |
| 37.          | Flétna sólová | 2'  |
| 38.          | Hornwerk      | 6×  |
| 39.          | Pozounbass    | 16' |
| 40.          | Trubka        | 8'  |

## Okolí kostela
Svou věží, umístěnou na západě, je kostel orientovaný na náměstí (Marktplatz), kolem kterého je soustředěné historické jádro města. Přibližně uprostřed náměstí stojí Sendigova kašna z roku 1896. Jižně na kostel navazuje farská zahrada s barokní budovou fary pocházející z první poloviny 18. století. Dvoupatrová budova s mansardovou střechou a štukovým portálem je chráněna jako kulturní památka s číslem 09222042. Jižně a jihozápadně od kostela se na pravém břehu řeky Labe rozkládá přístav pro říční lodě a přívoz. Přibližně 350 metrů západním směrem stojí na labském nábřeží radnice. Katolický kostel Panny Marie Prostřednice všech milostí se nachází přibližně 400 metrů východním směrem, městský hřbitov s hřbitovní kaplí asi 700 metrů severně a modlitebna Evangelické svobodné církve asi 450 metrů severovýchodně v Křinickém údolí. Naproti ní začíná tramvajová dráha Křinického údolí.

## Církevní obec
Kostel svatého Jana náleží k Církevní obci Bad Schandau, která je součástí Církevního okrsku Pirna Evangelicko-luterské zemské církve Saska. Sídlem církevní obce (farnosti) je badschandauská fara v ulici Dampfschiffstraße. Od roku 2013 je místní farářkou drážďanská rodačka Dr. theol. Luise Schramm (* 1978). Do církevní obce náleží celé území města Bad Schandau s městským kostelem svatého Jana, hřbitovem a hřbitovní kaplí, vesnickým kostelem v Porschdorfu a dalším vesnickým kostelem v Krippenu, dále území sousedního Rathmannsdorfu s ekumenickou kaplí Gedächtniskapelle, území města Königstein na pravém břehu Labe a obec Reinhardtsdorf-Schöna s vesnickým kostelem v Reinhardtsdorfu. Pravidelné bohoslužby se konají v neděli v 10.15.

## Galerie

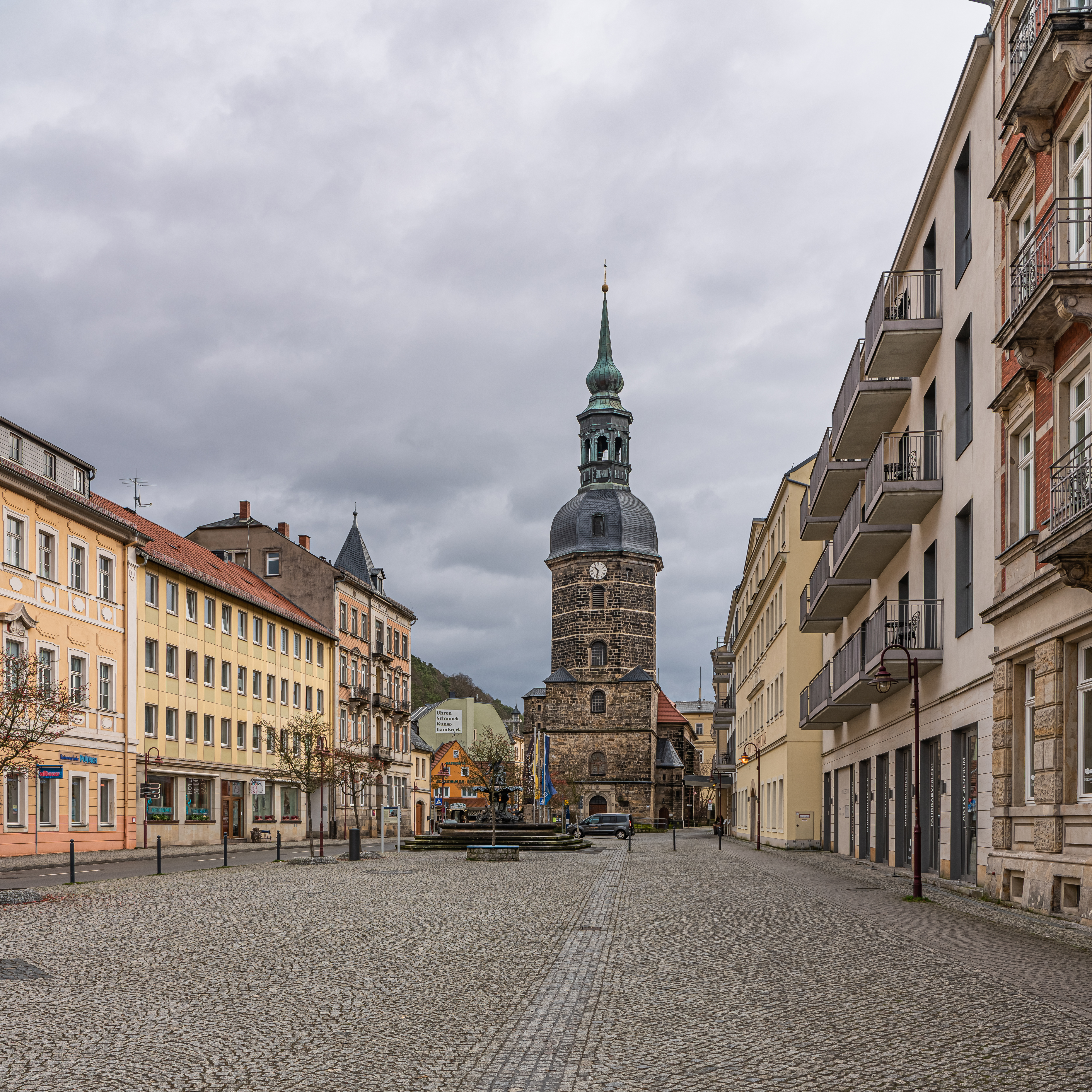
Pohled na východní část náměstí s kostelem
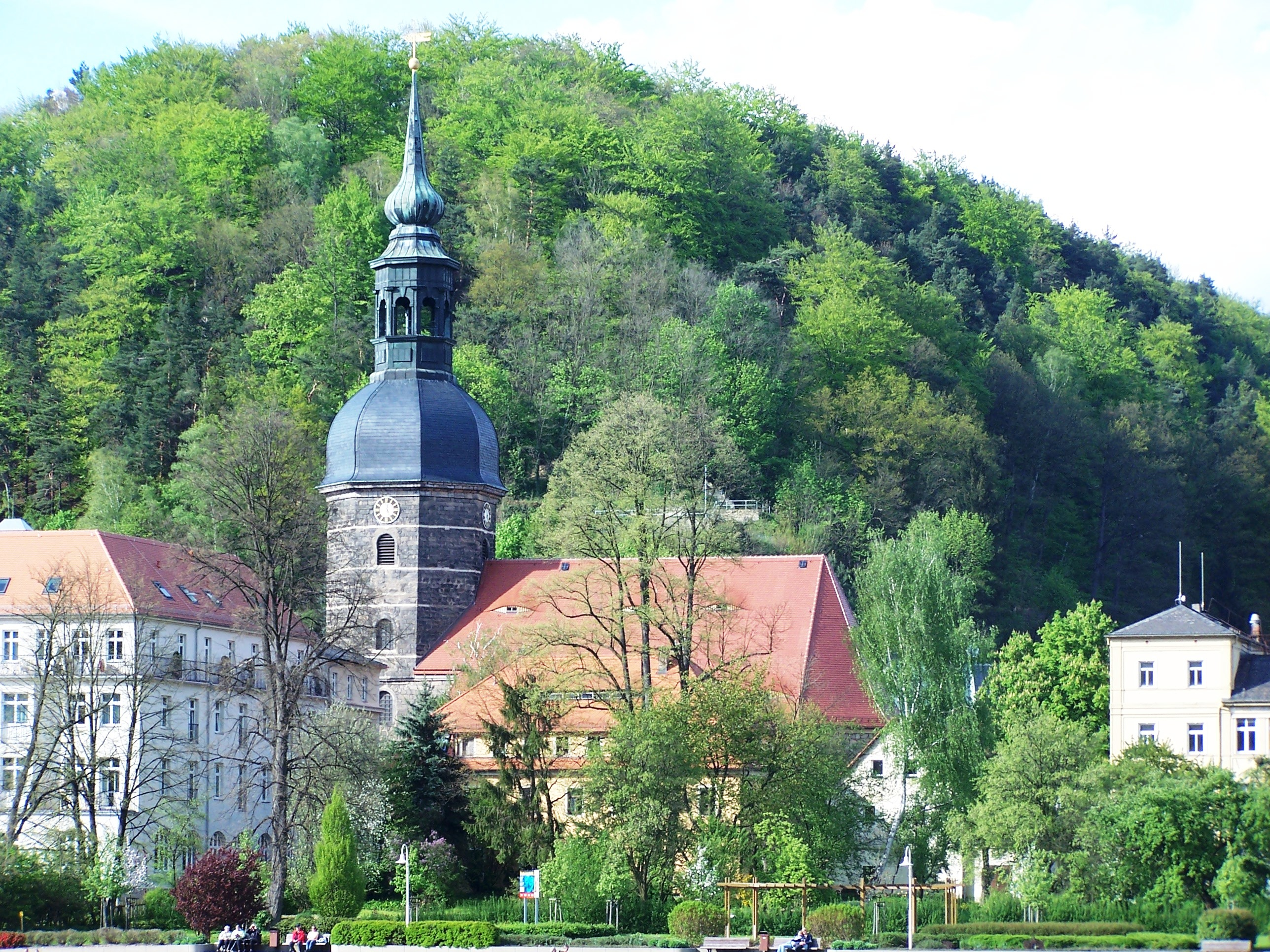
Pohled od jihu
Detail jižní stěny
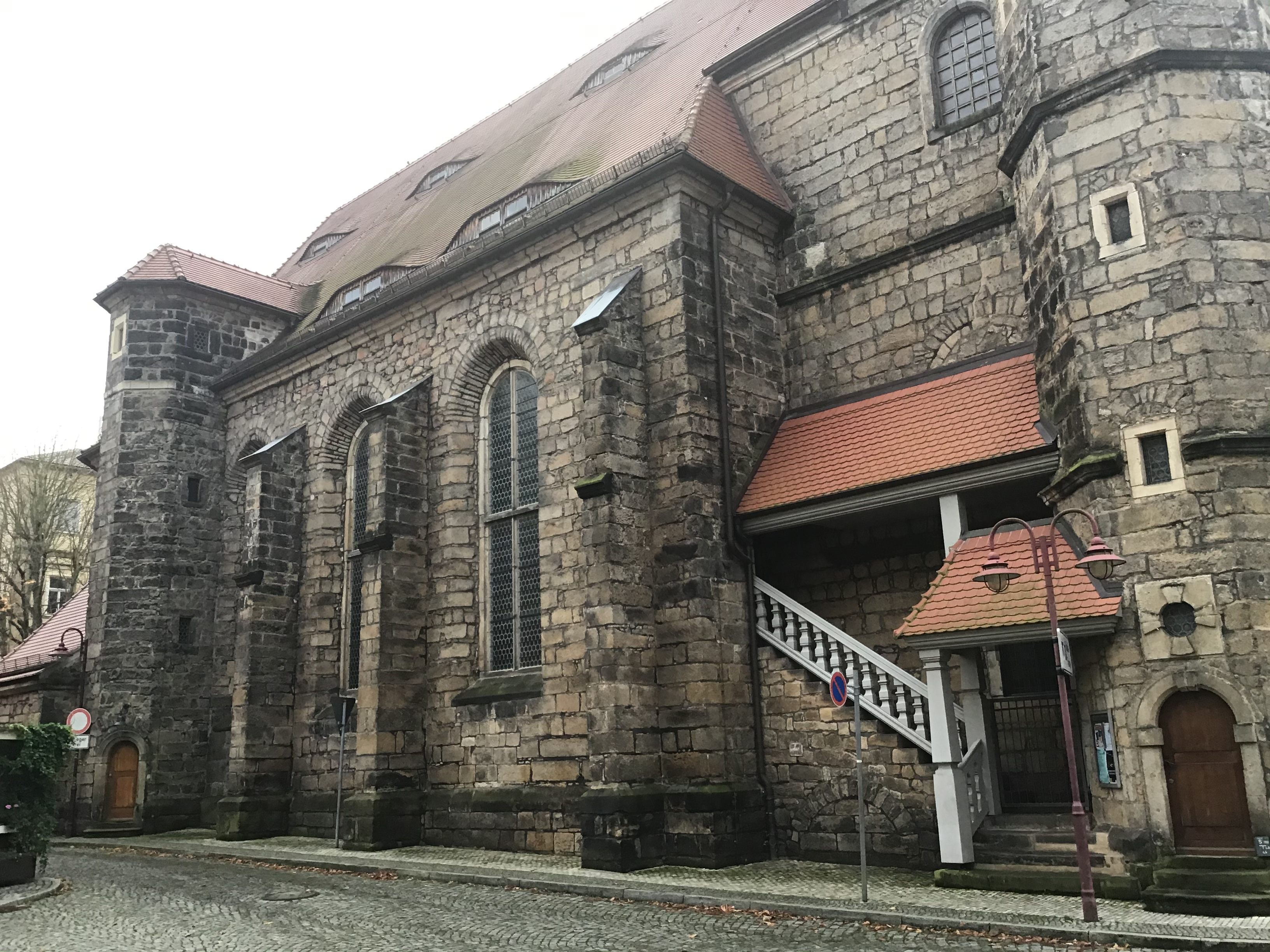
Pohled od severu
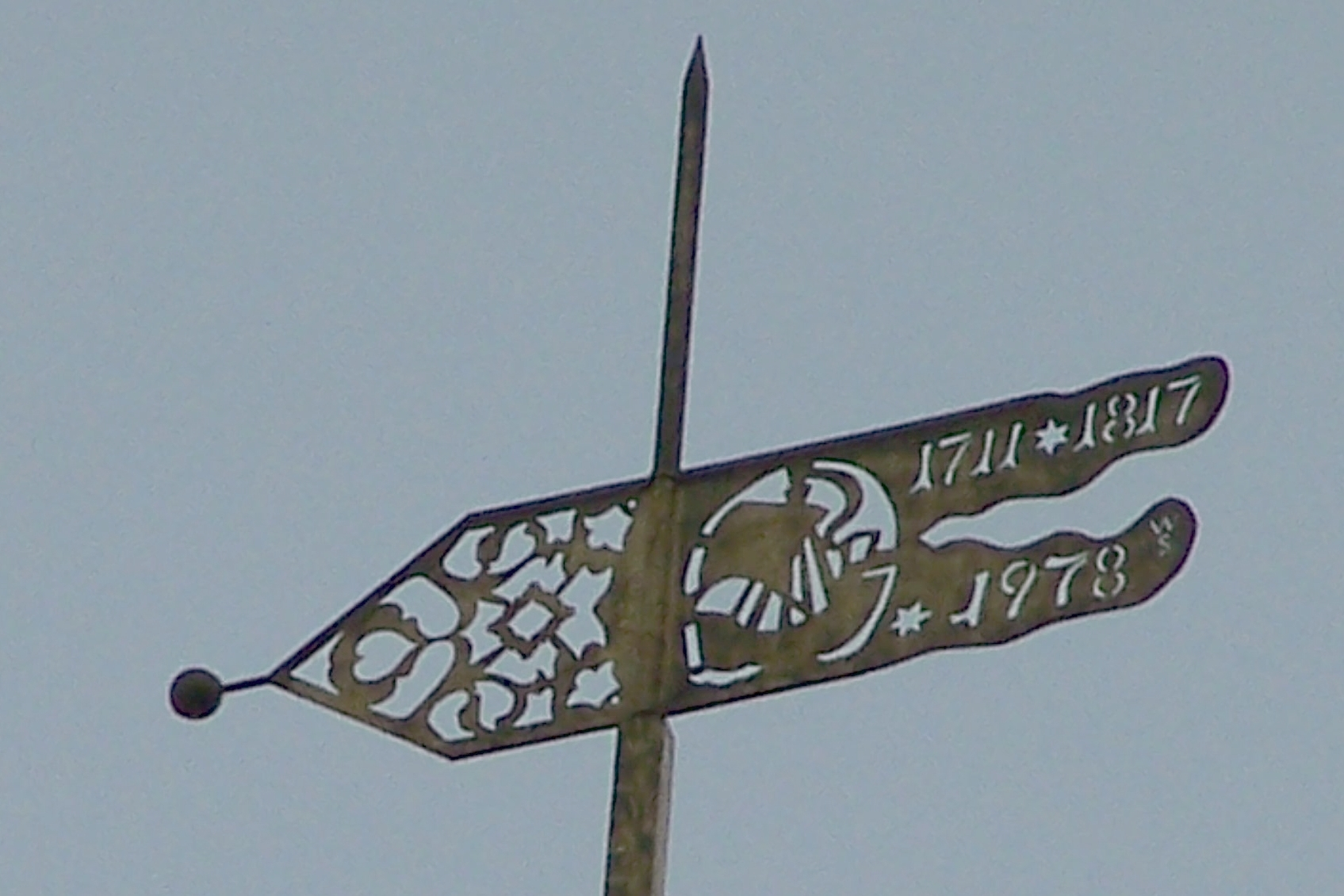
Větrná korouhev na špici střechy věže
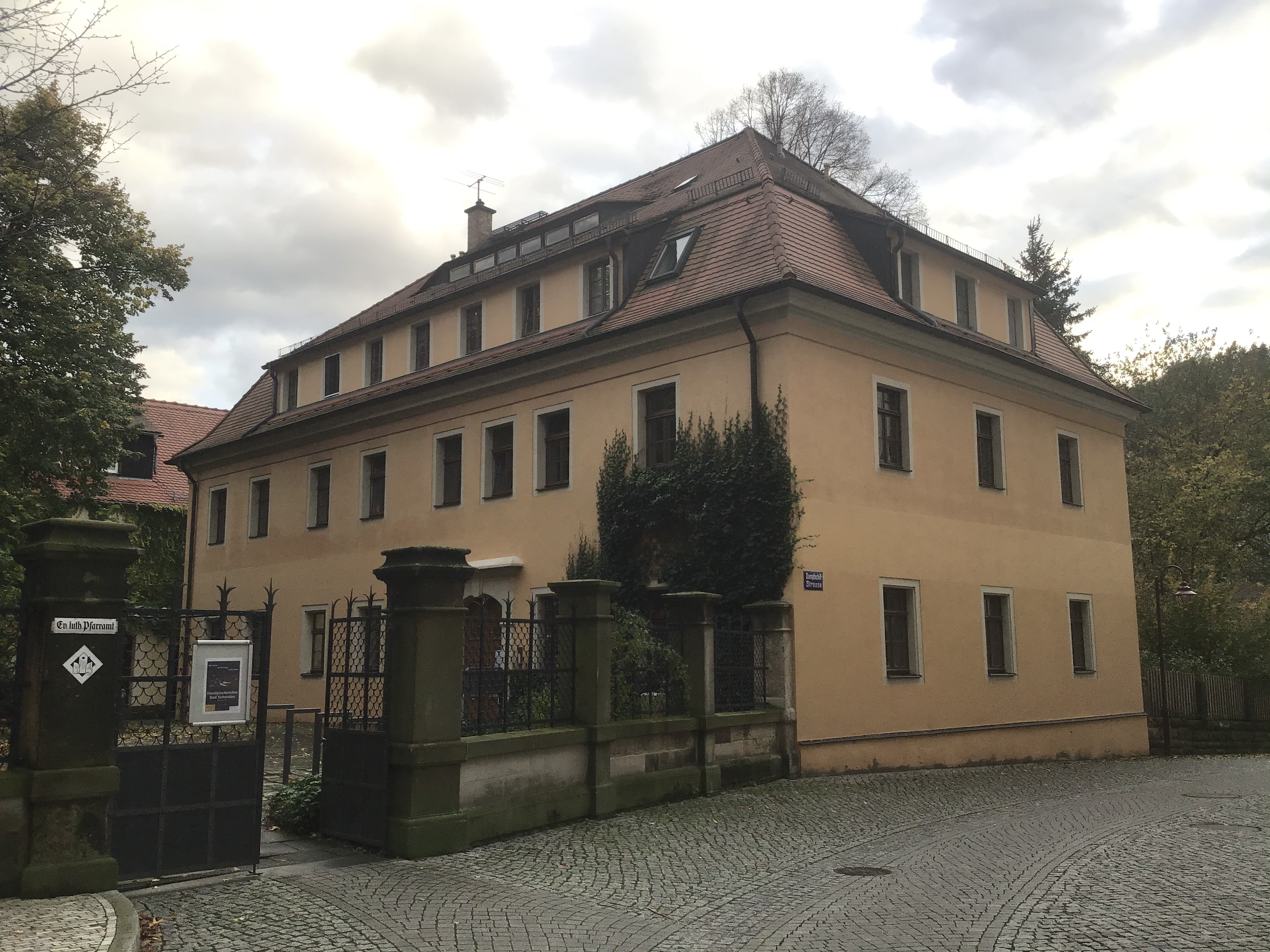
Fara